# Delilah (Tom Jones dala)
A "Delilah" egy dal, amelyet Les Reed, Barry Mason és Sylvan Whittingham írt, és először Tom Jones adott elő 1968-ban.

## Sikere
Számos országban, így például Németországban és Svájcban is listavezető lett. A brit albumokon a második volt a legjobb helyezése, a kislemezek közül abban az évben pedig ebből adták el a hatodik legnagyobb példányszámot. Az amerikai Billboard listáján elért legjobb helyezése a 15. volt.

## Áttekintés
Jones ezt a dalt megcsalt szerelmesként énekli, aki kikémlelte a kint látható sziluetteken keresztül, hogy felesége egy másik férfit éppen nagyon szeret. Bár észreveszi, hogy a nő nem neki való, időlegesen megőrül. Addig vár, míg a szerető el nem hagyja az épületet, ekkor ő bekopog az ajtón, ahol a nő nevet és a férfi így szúrja őt le. Mielőtt a rendőrök a helyszínre érkeznek, hogy elvigyék őt, a férfi bocsánatot kér.

## Ihlet
Számos történet létezik a Delilah popdal eredetével kapcsolatban, de az igazság az, hogy Les Reed ötlete volt, hogy szeretne írni egy dalt Sámson és Delila bibliai történetéről. A dal eredetéről egyetlen sor, a "But I was lost like a slave that no man could free" árulkodik, legalábbis ahogy ezt Sylvan Whittingham elárulta. "Les készítette el a zenét és ő adott címet, Barry valamint én Les kazettája alapján a Chappels Music Publishing földszinti irodájában két óra alatt befejeztük a dalszöveget." A dal első demó felvételeikor a cím Yi Yi Delilah volt, s PJ Proby énekelte.

## Feldolgozások
A dalt számtalan alkalommal feldolgozták, többek között Horace Andy reggae stílusban, az Inkubus Sukkubus Wild című lemezén, az ír–amerikai punk Flogging Molly csapat Alive Behind the Green Door című, élő koncerten készült lemezén és a The Sensational Alex Harvey Band is feldolgozta, kinek a kislemeze 1975-ben a brit sikerlistákon 7. lett. A Delilah dalt a Paddy Goes To Holyhead 1988-ban feldolgozta. A finn The Leningrad Cowboys rockbanda is előadta a dalt a Total Balalaika 1993-on.